# Cynoponticus
Cynoponticus – rodzaj ryb promieniopłetwych z rodziny murenoszczukowatych (Muraenesocidae).

## Rozmieszczenie geograficzne
Do rodzaju należą gatunki występujące w wodach wschodniego Oceanu Spokojnego, Morza Śródziemnego i zachodniego Oceanu Atlantyckiego.

## Morfologia
Długość ciała do 2020 cm; masa ciała (największa opublikowana) 11 kg.

## Systematyka
Rodzaj zdefiniował w 1845 roku włoski entomolog Achille Costa w publikacji własnego autorstwa poświęconej faunie królestwa Neapolu. Gatunkiem typowym jest (późniejsze oznaczenie monotypowe) C. ferox.

### Etymologia
- Cynoponticus: gr. κυων kuōn, κυνος kunos ‘pies’; πoντoς pontos ‘morze’; łac. przyrostek -icus ‘odnoszący się do, należący do’[7].
- Brachyconger: gr. βραχυς brakhus ‘krótki’[8]; łac. conger ‘gatunek węgorza morskiego’[9]. Gatunek typowy (oryginalne oznaczenie (również monotypowe)): Conger savanna Bancroft, 1831.
- Phyllogramma: gr. φυλλον phullon ‘liść’; γραμμα gramma, γραμματος grammatos ‘linia’[3]. Gatunek typowy (oznaczenie monotypowe): Phyllogramma regani Pellegrin, 1934 (= Cynoponticus ferox Costa, 1846).
- Cheiromuroenesox: gr. χειρ kheir, χειρος kheiros ‘dłoń, ręka’[10]; rodzaj Muraenesox McClelland, 1843. Gatunek typowy (oryginalne oznaczenie (również monotypowe)): Muraenesox coniceps Jordan & Gilbert, 1882.

### Podział systematyczny
Do rodzaju należą następujące gatunki:
- Cynoponticus coniceps (Jordan & Gilbert, 1882)
- Cynoponticus ferox Costa, 1846
- Cynoponticus savanna (Bancroft, 1831)